# Danh sách người nổi tiếng được chôn cất tại nghĩa trang Montparnasse
Nghĩa trang Montparnasse ở Paris là nơi chôn cất rất nhiều nhân vật nổi tiếng của Pháp cũng như trên thế giới, danh sách sau đây có thể chưa đầy đủ:

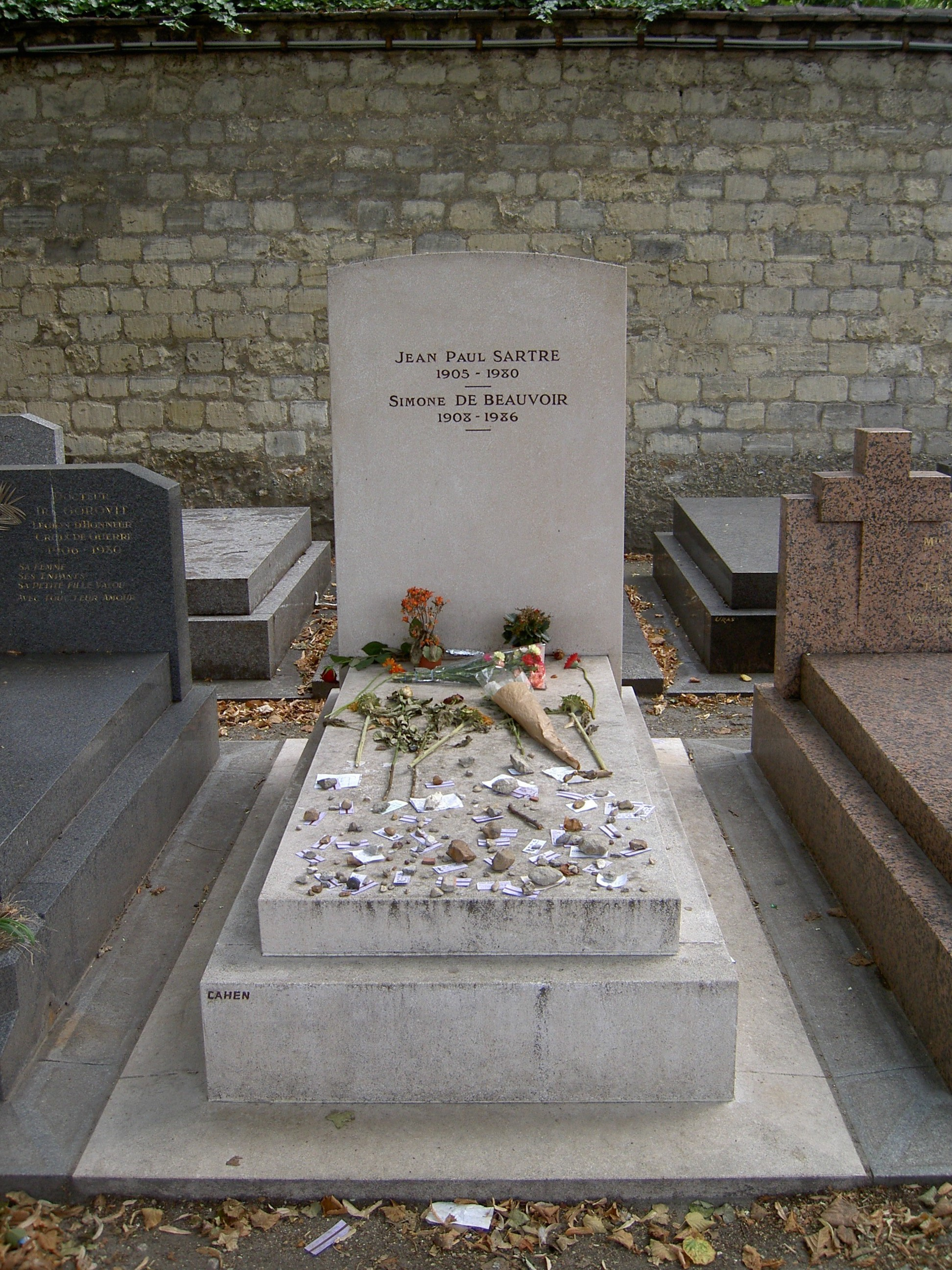
Mộ chung của Simone de Beauvoir và Jean-Paul Sartre

### A
- Henri Alekan (1909-2001), đạo diễn, nhà làm phim
- Alexandre Alekhine (1892-1946), đại kiện tướng cờ vua người Nga
- Étienne Arago (1802-1892), thị trưởng Paris
- Michèle Arnaud (1919-1998), ca sĩ
- Raymond Aron (1905-1983), nhà văn
- Georges Auric (1899-1983), nhà soạn nhạc

### B
- César Baldaccini (1921-1998), nhà điêu khắc
- Théodore de Banville (1823-1891), nhà thơ
- Frédéric Bartholdi (1834-1904), nhà điêu khắc
- Maryse Bastié (1898-1952), nữ phi công
- Jane Bathori (1877-1970), nghệ sĩ opéra
- Charles Baudelaire (1821-1867), nhà thơ
- Simone de Beauvoir (1908-1986), triết gia
- Jacques Becker (1906-1960), nhà làm phim
- Samuel Beckett (1906-1989), nhà văn
- Paul Belmondo (1898-1982), nhà điêu khắc
- Emmanuel Berl (1892-1976), nhà văn, triết gia
- Aloysius Bertrand (1807-1841), nhà thơ
- William-Adolphe Bouguereau (1825-1905), họa sĩ
- Antoine Bourdelle (1861-1929), nhà điêu khắc
- Paul Bourget, (1852-1935) nhà văn
- Marcel Bozzuffi, (1929-1988), diễn viên
- Constantin Brancusi (1876-1957), nhà điêu khắc
- Gyula Brassaï (1899-1984), nhiếp ảnh gia
- Jean Bruller (Vercors) (1902-1991), nhà văn

### C
- Roger Caillois (1913-1978), nhà văn
- Jean Carmet (1920-1994), diễn viên
- Cornelius Castoriadis (1922-1997), triết gia
- Emmanuel Chabrier (1841-1894), nhà soạn nhạc
- Honoré Champion (1846-1913), nhà biên tập sách
- Émil Michel Cioran (1911-1995), nhà văn
- André Citroën (1879-1935), người sáng lập hãng xe Citroën
- Antoni Clavé (1913-2005), họa sĩ
- Gustave-Gaspard Coriolis (1792-1843), nhà toán học, ký sư
- Julio Cortázar (1914-1984), nhà văn Bỉ
- Maurice Couve de Murville (1907-1999), Thủ tướng Pháp 1968-1969
- Adolphe Crémieux (1796-1880), chính trị gia
- Charles Cros (1842-1888), nhà thơ và kỹ sư

### D
- Aimé-Jules Dalou (1838-1902), nhà điêu khắc
- Louise Sébastienne Danton (1777-1856)
- Mireille Darc (193) - 2017), diễn viên điện ảnh người Pháp
- Jacques Demy (1931-1990), đạo diễn và nhà làm phim
- Paul Deschanel (1855-1922), Tổng thống Pháp
- Robert Desnos (1900-1945), nhà thơ
- Porfirio Díaz (1830-1915), Tổng thống México tới 1911
- Alfred Dreyfus (1859-1935), sĩ quan, nhân vật chính của Vụ Dreyfus
- Jules Dumont d'Urville (1790-1842), sĩ quan hàng hải, nhà thám hiểm
- Claude-François-Etienne baron Dupin, tu sĩ
- Marguerite Duras (1914-1996), nhà văn

### E
- Robert Enrico (1931-2001), nhà làm phim
- Antoine Étex (1808-1888), nhà điêu khắc

### F

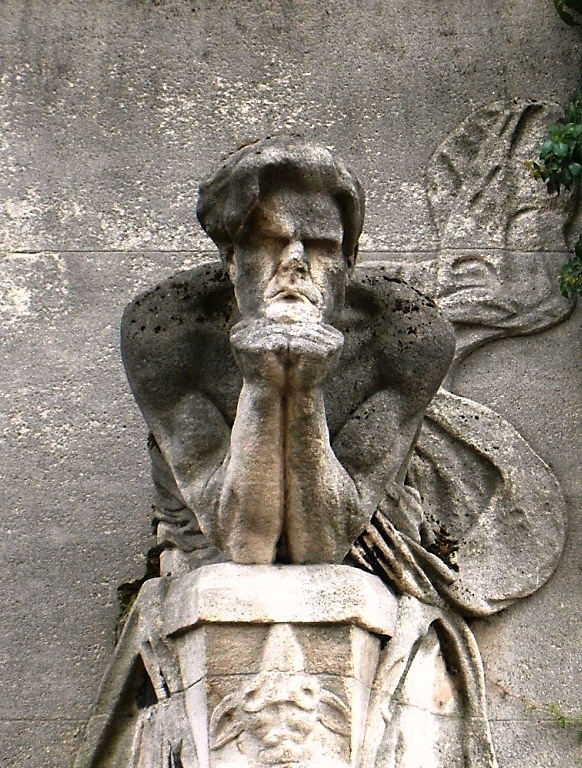
Mộ của Charles Baudelaire

- Henri Fantin-Latour (1836-1904), họa sĩ
- Léon-Paul Fargue (1876-1947), nhà thơ
- Pierre Fédida (1934-2002), nhà phân tích tâm lý
- Ernest Flammarion (1846-1936) biên tập sách
- César Auguste Franck (1822-1890), nhà soạn nhạc

### G
- Serge Gainsbourg (1928-1991), nhà thơ và ca sĩ
- Charles Garnier (1825-1898), kiến trúc sư Nhà hát Opéra Paris
- Sébastienne-Louise Gély (1777-1856), vợ của Danton, rồi nam tước Dupin
- François Gérard (1770-1837), họa sĩ
- Arthur Giry (1848-1899), sử gia
- Olivier Greif (1950-2000), nhà soạn nhạc

### H
- Jean Hachette (1769-1834), nhà toán học
- Clara Haskil (1895-1960), nghệ sĩ dương cầm
- Pierre-Jules Hetzel (1814-1886), biện tập cho Balzac, Hugo, Sand, Verne và Zola
- Jean-Antoine Houdon (1741-1828), nhà điêu khắc
- Joris-Karl Huysmans (1848-1907), nhà văn

### I
- Eugène Ionesco (1909-1994), nhà văn, tác giả kịch người Rumani
- Ipoustéguy (1920-2006), nhà điêu khắc

### J
- Yves Jouffa, luật sự, chính trị gia
- Pierre Jean Jouve (1887-1976), nhà thơ
- Gia đình Jussieu, nhiều người thành công trong khoa học

### K
- Gustave Kahn (1859-1936), nhà văn, nhà phê bình nghệ thuật
- Joseph Kessel (1898-1979), nhà văn
- Maurice Kriegel-Valrimont (1914-2006) chính trị gia

### L
- Fernand Labori (1860-1917), luật sư
- Auguste Lacaussade (1815-1891), nhà thơ
- Jean-Baptiste de Lamarck (1744-1829), nhà sinh học, thực vật học
- Henri Langlois (1914-1977), cha đẻ của điện ảnh Pháp
- Pierre Larousse (1817-1875), nhà từ điển học, nhà biên tập
- Henri Laurens (1885-1954), nhà điêu khắc
- Pierre Laval (1883-1945), chính trị gia nền Đệ Tam Cộng hòa Pháp và người cộng tác với Chính phủ Vichy
- Charles Louis Alphonse Laveran, giải Nobel y học 1907
- Maurice Leblanc (1864-1941), nhà văn, người sáng tạo ra nhân vật Arsène Lupin
- Jean Le Moal (1909-2007), họa sĩ
- Philippe Léotard (1940-2001), ca sĩ, diễn viên
- Urbain Le Verrier (1811-1877), nhà toán học, nhà thiên văn
- Jérôme Lindon (1925-2001), người xuất bản sách
- Émile Littré (1801-1881), tác giả Từ điển tiếng Pháp Dictionnaire de la langue française
- André de Lorde (1871-1942), nhà văn

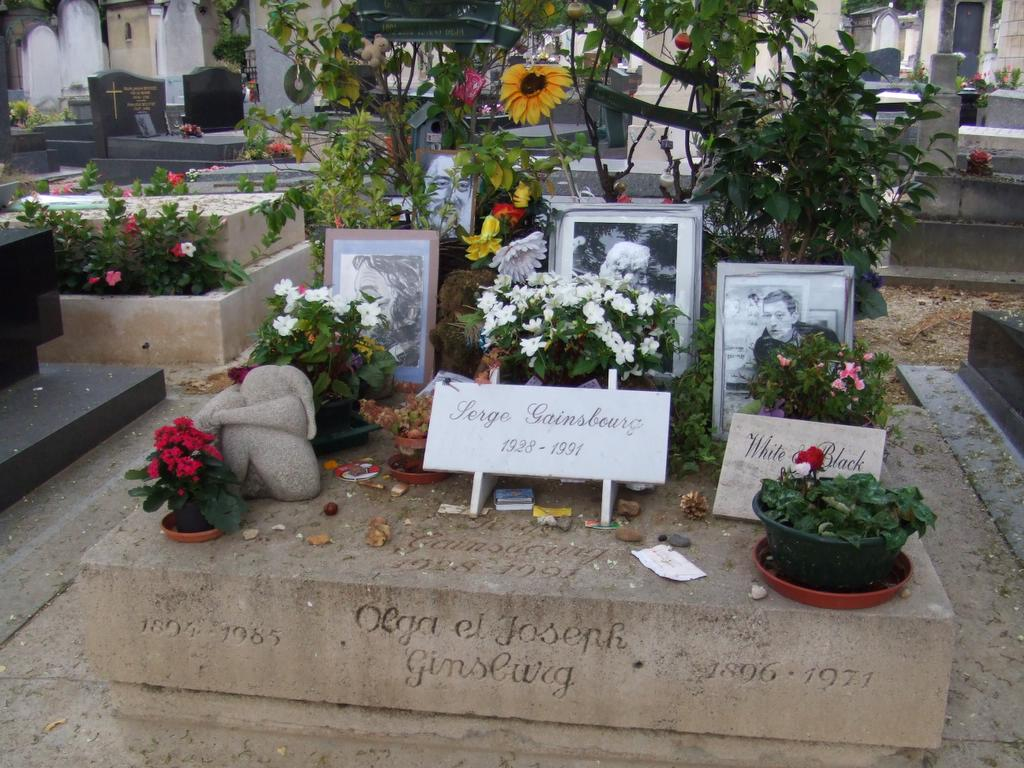
Mộ của Serge Gainsbourg

- Pierre Louÿs (1870-1925), nhà văn

### M
- Man Ray (1890-1976), nhiếp ảnh gia, họa sĩ siêu thực
- Guy de Maupassant (1850-1893), nhà văn
- Alex Métayer (1930-2004), diễn viên, nhà làm phim
- Joseph Michon (1836-1904), bác sĩ, chính trị gia
- Louis Michon (1892-1973), nhà phẫu thuật
- Mireille (1906-1996), ca sĩ, nữ soạn nhạc
- Joëlle Mogensen (1953-1982), ca sĩ
- María Montez (1912-1951), nữ diễn viên
- Yves Mourousi (1942-1998), phóng viên
- Philippe Muray (1945-2006), tiểu thuyết gia

### N
- Philippe Noiret (1930 - 2006), diễn viên

### O
- Gérard Oury (1919-2006), nhà làm phim, diễn viên

### P
- Jean-Claude Pascal (1927-1992), diễn viên, ca sĩ
- Adolphe Pégoud (1889-1915), phi công
- Maurice Pialat (1925-2003), nhà làm phim
- Charles Pigeon (1838-1915), phát minh đèn Pigeon
- Henri Poincaré (1854-1912), nhà toán học
- Jean Poiret (1926-1992), diễn viên
- Pierre-Joseph Proudhon (1809-1865), nhà lý luận xã hội và nhà tư tưởng vô chính phủ

### Q
- Joseph-Marie Quérard (1796-1865), nhà thư mục học tác giả La France littéraire
- Edgar Quinet (1803-1875), sử gia

### R
- Jean-Pierre Rampal (1922-2000), nghệ sĩ sáo
- Serge Reggiani (1922-2004), diễn viên, ca sĩ
- Reiser (1941-1983), nhà hoạt họa
- Henri Rendu (1834-1902), bác sĩ
- Jean-François Revel (1924-2006), triết gia, nhà văn, nhà báo
- Paul Reynaud (1878-1966), chính trị gia
- Yves Robert (1920-2004), diễn viên, sản xuất phim
- François Rude (1784-1855), nhà điêu khắc

### S
- Jean Sablon (1906-1994), ca sĩ
- Charles Augustin Sainte-Beuve (1804-1869), nhà thơ, tiểu thuyết gia, phê bình
- Camille Saint-Saëns (1835-1921), nhà soạn nhạc
- Jean-Paul Sartre (1905-1980), nhà văn, triết gia
- Claude Sautet (1924-2000), nhà làm phim
- Marcel Schwob (1867-1905), nhà văn
- Jean Seberg (1938-1979), diễn viên Mỹ, vợ của Romain Gary
- Pierre Seghers (1906-1987), nhà thơ
- Delphine Seyrig (1932-1990), diễn viên
- Chaïm Soutine (1893-1943), họa sĩ
- Jean-Pierre Stirbois (1943-1988), chính trị gia

### T
- Roland Topor (1938-1997), nhà văn, nhà hoạt họa
- Gilbert Trigano (1920-2001), cựu chủ tịch Club Méditerranée
- Tristan Tzara (1896-1963), nhà thơ
- Henri Troyat (1911-2007), nhà văn

### V
- Françoise Verny (1928-2004), nhà biên tập
- Louis Vaneau (1811-1830), một sinh viên nổi tiếng của trường Bách khoa Paris
- César Vallejo, nhà văn Peru

### W
- Adolphe Léon Willette (1857-1926), họa sĩ, nhà hoạt họa

### Y
- Hubert Yencesse (1900-1987), nhà điêu khắc

### Z
- Ossip Zadkine (1890-1967), nhà điêu khắc
- Sabine Zlatin (1907-1996) họa sĩ